# Artur Dutkiewicz

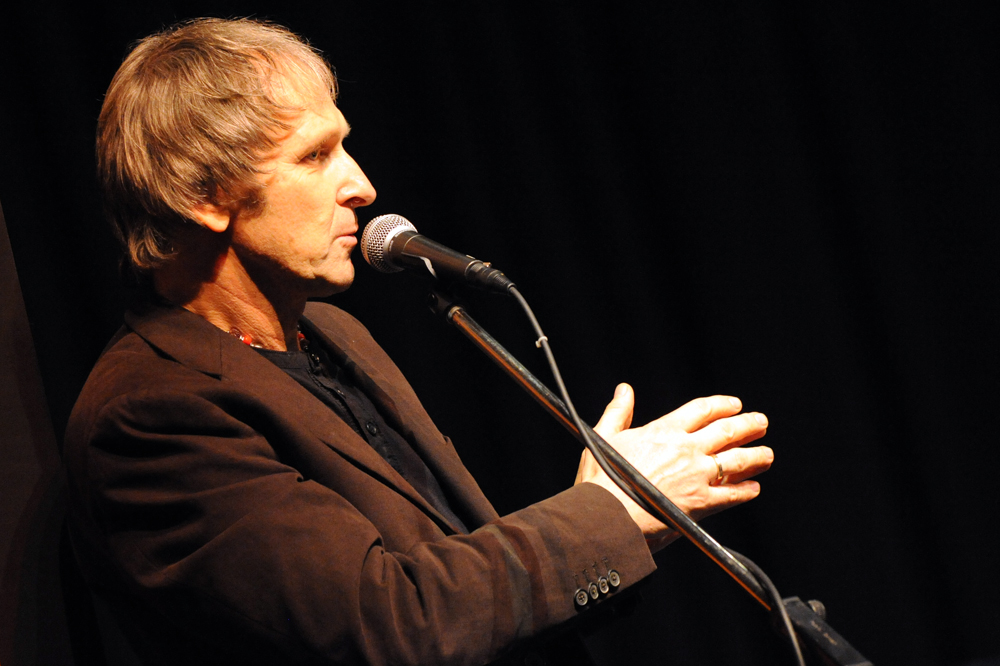
Artur Dutkiewicz (2010)

Artur Dutkiewicz (*  12. Dezember 1958 in Pińczów) ist ein polnischer Jazzmusiker (Piano, Komposition).

## Wirken
Dutkiewicz erhielt seine musikalische Ausbildung an der Musikakademie Katowice, die er mit Auszeichnung absolvierte. Er spielte in den 1980er und frühen 1990er Jahren in der Band von Tomasz Szukalski und war an mehreren seiner Alben beteiligt, etwa Tina Blues (1986), für das er alle Stücke auf der A-Seite schrieb. Daneben nahm er Alben mit Zbigniew Namysłowski und Deborah Brown sowie mit Grażyna Auguścik auf. Auch gab er Solokonzerte, etwa 1988 in Cannes anlässlich der MIDEM. Ab Mitte der 1990er Jahre arbeitete er mit Tadeusz Nalepa. Weiterhin ist er mit Urszula Dudziak, Lora Szafran, Jorgos Skolias, sowie mit Michele Hendricks, Alaine Brunet, Pierre Michelot oder Hiram Bullock aufgetreten. Er war Gast beim North Sea Jazz Festival, Jazz Ost-West, der Düsseldorfer Jazz-Rally, dem Glasgow Jazz Festival oder dem Jazz Jamboree und hat zahlreiche Konzerte in den meisten Ländern Europas ebenso wie in Nordamerika, China und Australien gegeben.
Seit 1996 legte er Alben unter eigenem Namen vor; in den letzten Jahren trat er vor allem mit seinem Trio auf. Mit diesem improvisierte er auf Niemen Improwizacje über Lieder von Czesław Niemen. Mit Hendrix Piano spielte er 2010 das erste Jazz-Album ein, das die Musik von Jimi Hendrix mit einem Klaviertrio zu Gehör bringt. 2012 interpretierte er solo zeitgenössische Kompositionen, die sich an polnischer Volksmusik und den klassischen Mazurkas orientieren.

## Diskographische Hinweise
- Błękitna Ścieżka (CD, Polonia Records, 1996)
- Artur Dutkiewicz Trio: Niemen Improwizacje (Pianoart, 2009)
- Artur Dutkiewicz Trio: Hendrix Piano (Pianoart, 2010)
- Mazurki (Pianoart, 2012)
- Artur Dutkiewicz Trio: Prana (Pianoart, 2014)